# Syringa reticulata subsp. pekinensis
Syringa reticulata subsp. pekinensis (раніше відомий як Syringa pekinensis — Бузок пекінський), також відомий як бузок Pekin або китайський деревний бузок — кущова рослина, роду бузок (Syringa) родини маслинові (Oleaceae).
Вирощується як декоративне дерево в Європі та Північній Америці.

## Ботанічний опис
Бузок пекінський росте у відкритій багатостебловій формі і виростає від 4,6 до 6,1 метрів у висоту і від 3 до 4,6 метрів завширшки. Рослина родом з північного Китаю, але може рости у зонах стійкості USDA 3 до 7.
Рослина має вигнуті гілки та яйцеподібне темно-зелене листя, розміром від 5,1 до 10,2 сантиметрів завдовжки.
У рослини жовтувато-білі квіти, що цвітуть у волотях до 15 сантиметрів завдовжки.
Кора червоно-коричневого кольору. Вони добре ростуть у вологому, добре дренованому ґрунті. Вони воліють повне сонце, але переносять світлий відтінок.

## Галерея

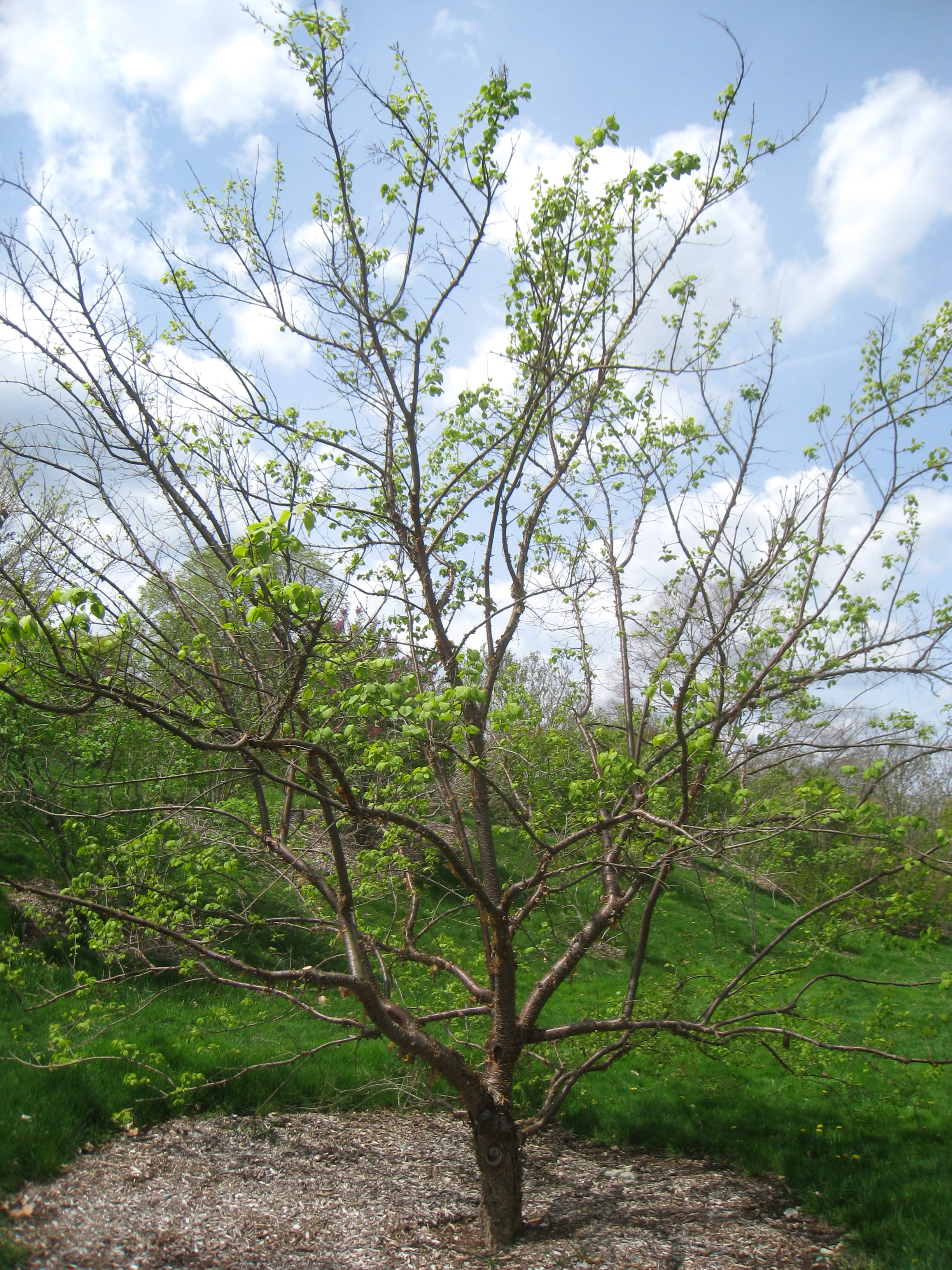
Дерево бузку пекінського
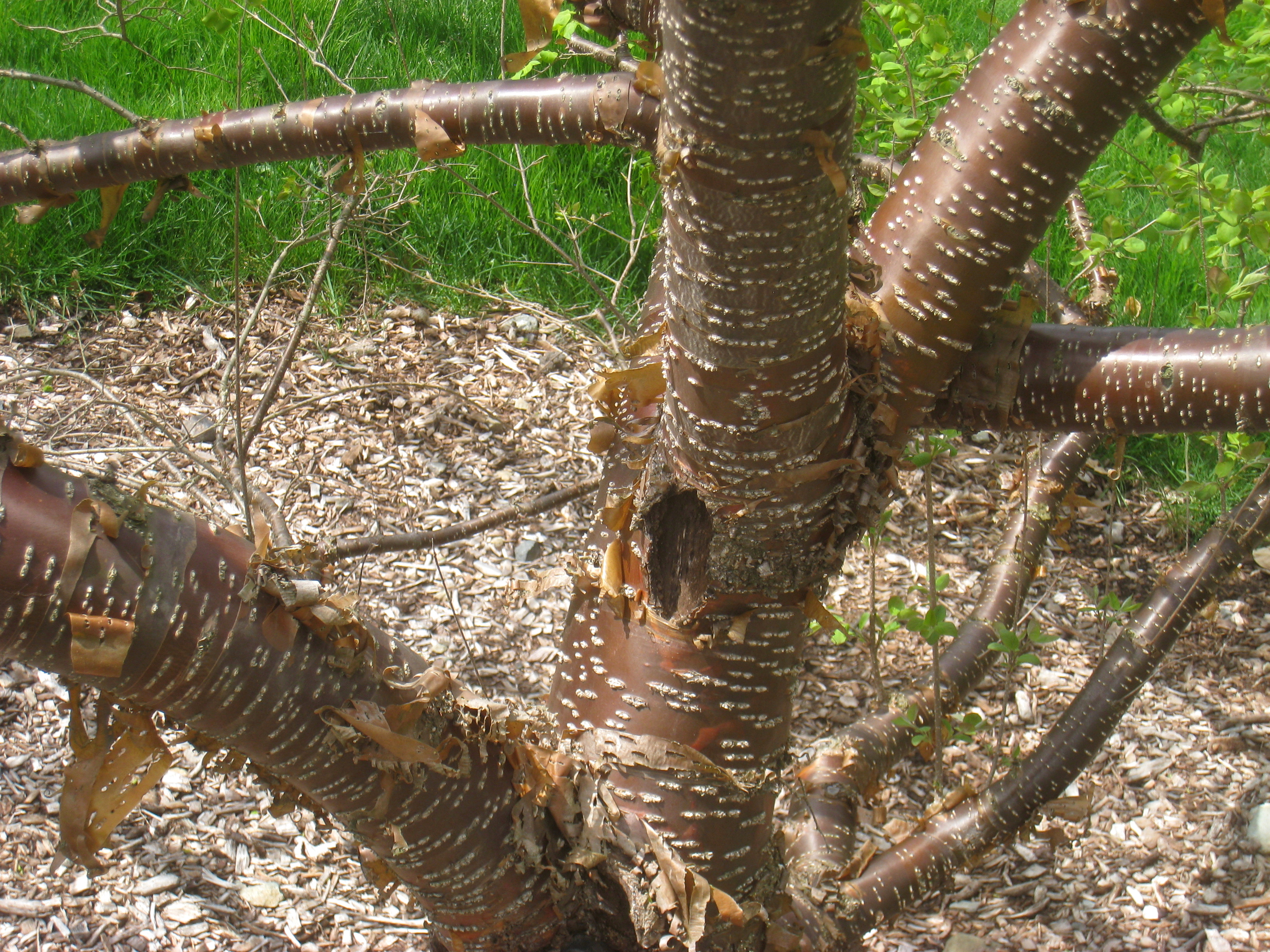
Стовбур бузку пекінського
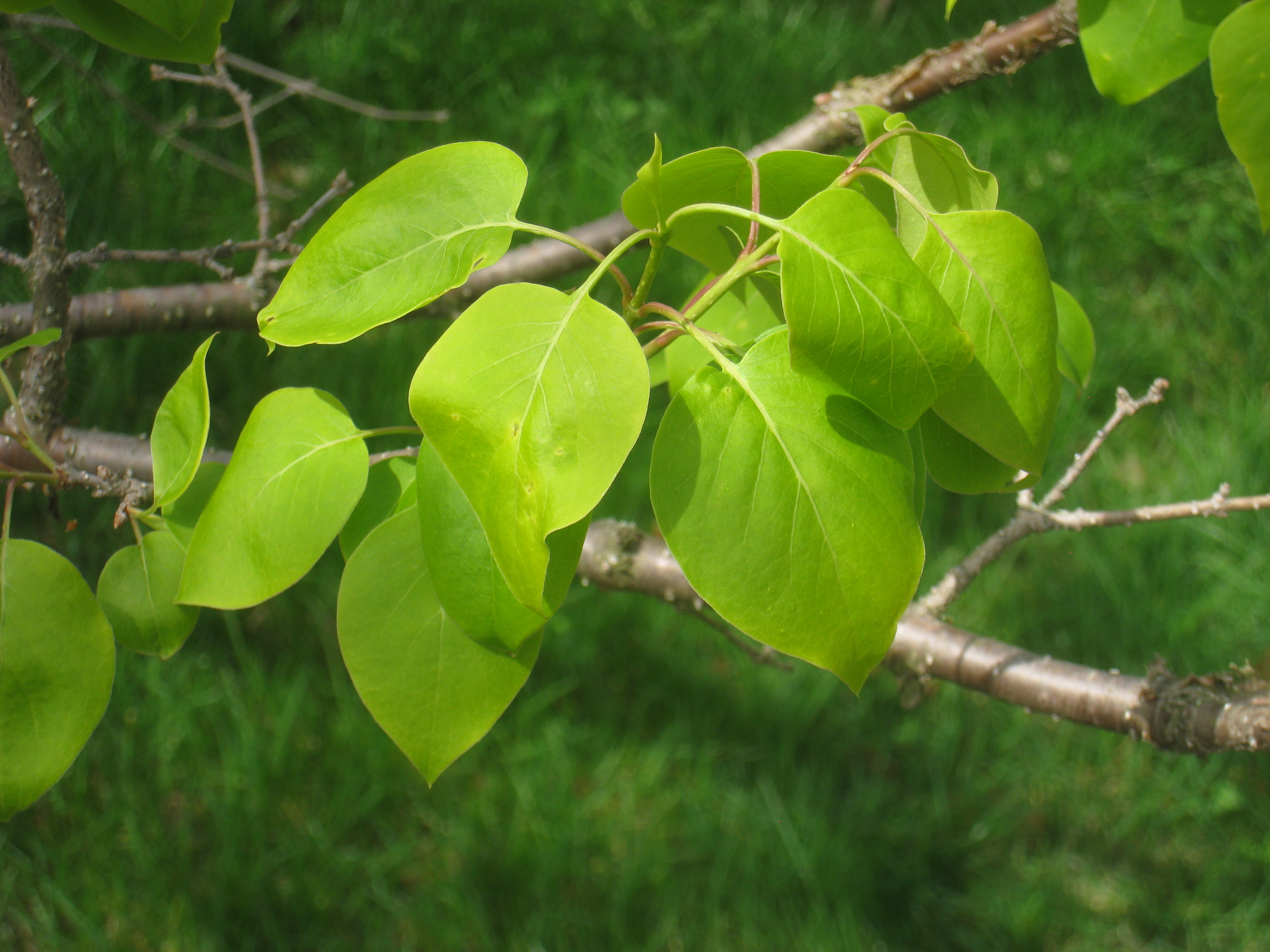
Листя бузку пекінського
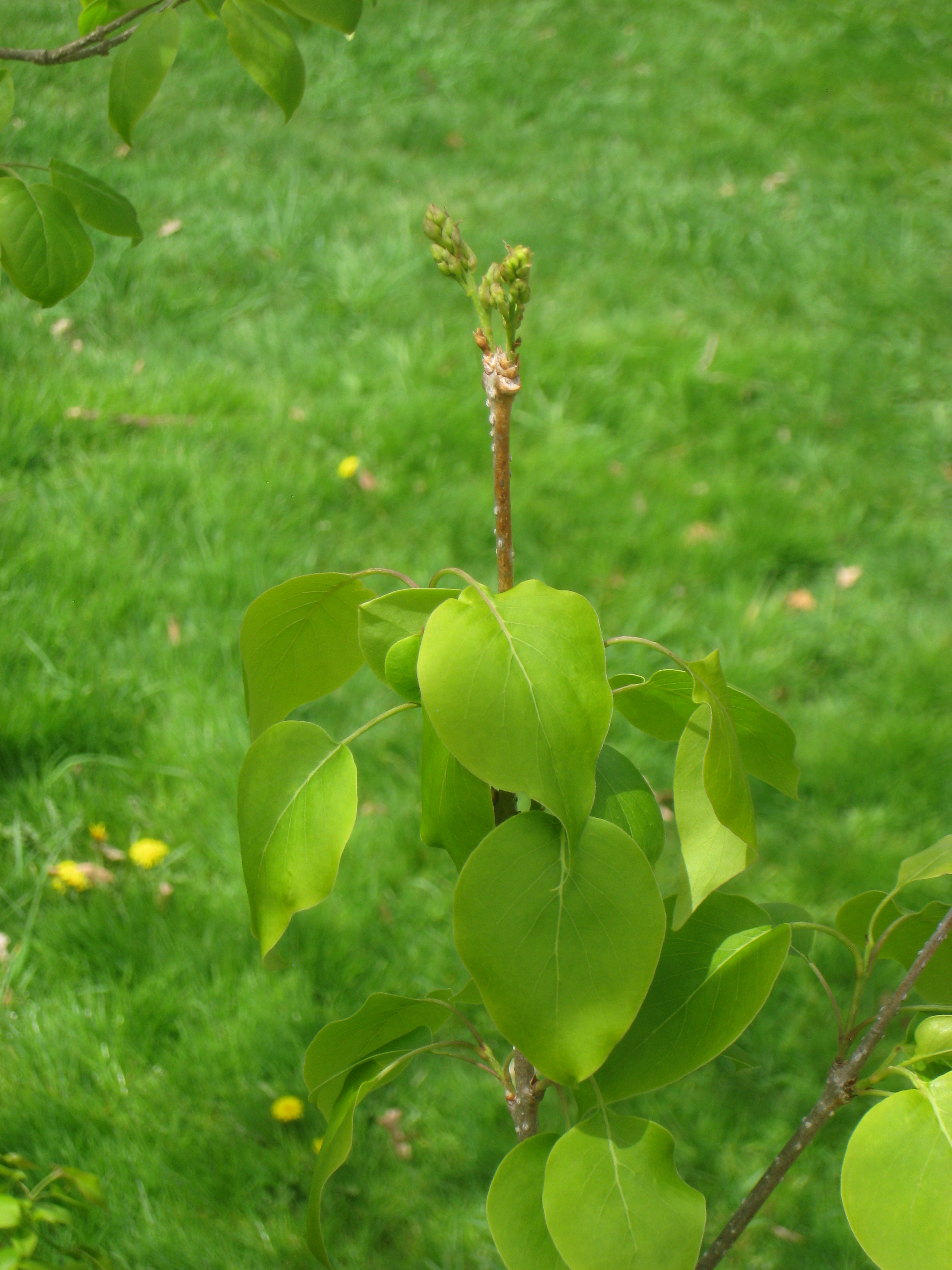